# Pisoliet

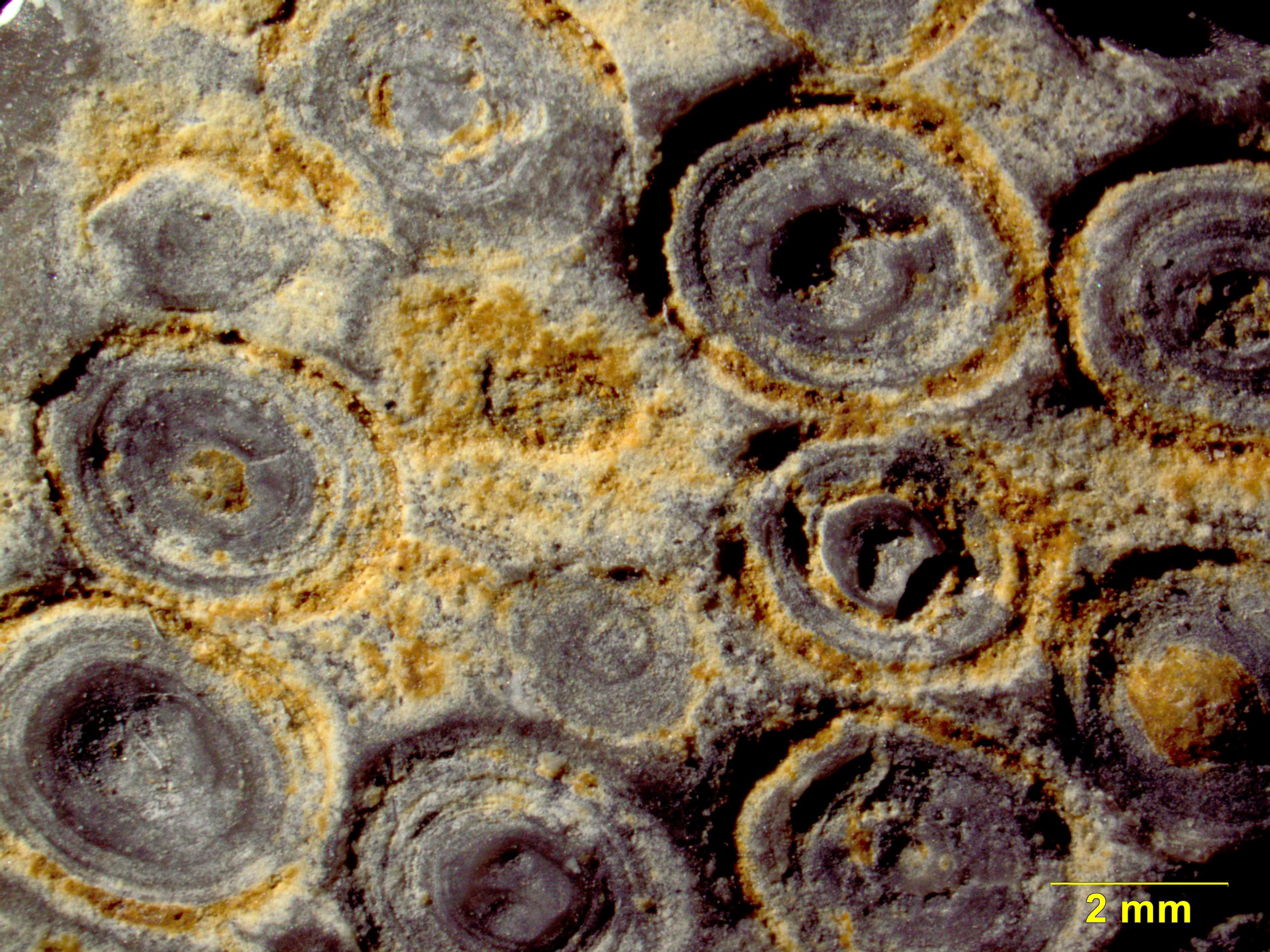
Pisoliet, Conococheague Limestone, Boven-Cambrium, oosten van Pennsylvania. Het gesteente is geheel opgebouwd uit pisoïden.

Pisoliet is een sedimentair gesteente bestaande uit pisolieten of pisoïden. Dit zijn samengeperste bolletjes, bestaande uit calciumcarbonaat, maar soms ook uit zeldzamere mineralen. Pisolieten bestaan uit verschillende lagen, sommige tot 10 mm dik. Pisolieten zijn beduidend groter dan oöiden, die maximaal 2 mm in diameter groot worden.
Bauxiet, limoniet en sideriet hebben vaak een structuur die erg lijkt op die van pisoliet. Dit wordt een bothryodale structuur genoemd.